# Peace Hyde
Pour les articles homonymes, voir Hyde.
Peace Hyde, née le 9 août 1985 à Londres au Royaume-Uni, est une personnalité de la télévision et des médias ghanéenne et britannique. Elle exerce durant six années dans le secteur de l'éducation. . Elle est diplômée en psychologie et titulaire de maîtrises en communication, médias numériques et en journalisme. Elle est également la fondatrice de l'organisation à but non lucratif, Aim Higher Africa (en) qui a pour vocation à enrichir les standards d'éducation des étudiants en intégrant les technologies de l'information et de la communication dans leur apprentissage,,.
Peace Hyde est également la correspondante pour l'Afrique de l'Ouest du magazine Forbes (Forbes Africa & Forbes Woman Africa)
,. Elle anime les émissions My Worst Day with Peace Hyde (pour Forbes Africa TV) et Friday Night Live, sur la chaîne Ghone TV au Ghana

## Source de la traduction
- (en) Cet article est partiellement ou en totalité issu de l’article de Wikipédia en anglais intitulé « Peace Hyde » (voir la liste des auteurs).